# Жуково (Мордовия)
Жуково — село, центр сельской администрации вТорбеевском районе. Население 1 008 чел. (2001), в основном русские.
Расположено в 4 км от районного центра и 5 км от железнодорожной станции Торбеево, на автотрассе Москва — Саранск. Первое упоминание о селе относится к 17 в. Название-антропоним: владельцами этого населенного пункта были Жуковы, служилые люди на Керенской засечной черте. В «Списке населённых мест Тамбовской губернии» (1866) Жуково (Подостровское) — село владельческое из 111 дворов Спасского уезда; действовали 3 церкви. В Жукове был образован один из первых в Мордовии совхоз «Красная Мордовия»; с 1997 г. — ГУП, специализировавшийся на разведении племенных свиней и производстве свинины. В Жукове находится Торбеевское ПУ № 3 (1935), которое готовит специалистов для сельского хозяйства. В селе имеются средняя школа, столовая, детсад, ясли, Дом культуры, Дом быта, 4 магазина; памятник землякам, погибшим в годы Великой Отечественной войны; 2 пруда. В Жуковскую сельскую администрацию входит пос. Маяк (53 чел.).
ИСТОРИЯ
Село Жуково древнего происхождения. Кругом села простирались леса. Особенно густой лес был к востоку от села. Дорога по этим лесам была очень опасной, т.к. в лесах скрывались разбойники, которые грабили и убивали прохожих и проезжих. Большим участком земли и числом дворов  владели:      Штабс Капитана Константина Ларионова сына – 28 дворов (115мужчин, 117 женщин),
Прапорщицы Суссаны Родионовой дочери – 22 двора (84 мужика, 85 женщин),
Прапорщицы Анны Николаевой дочери – 15 дворов (61 мужик, 50 женщин), Штабс Ротмистрши Прасковьи Акинфиевой дочери Жилинской – 13 дворов (44     мужика, 42 женщины) и т.д.                     
        Село находится около речке большой Виндрей.  Вокруг села 5 прудов.       Проходит большая дорога из города Спасска в город Темников. По обе стороны села 3 каменные церкви. Первая - во имя Казанской Божьей Матери, вторая – Рождества Богородицы, третья – Кладбищенская Во имя Святого предтеча и крестителя  Господня Иоанна.  
Домов Господних каменных два, деревянных четыре. Деревня на  правой стороне речки большой Виндрей, на которой пруд при отвершке безымянном, и пребольшая вновь проложенная  дорога из города Спасска в город Темников.
В селе бывает еженедельно торг на который приезжают из ближайшего города Кунцы с шёлковыми и бумажными мелочными товарами, а из близ лежащих селений крестьяне с разными крестьянскими продуктами. Церковные земли: одна на правой стороне речке большой Виндрей и по обе стороны двух отвершков безымянных, другая на правой стороне от вершка речке большого Виндрея. До той же речке большого Виндрея и от вершка от неё на право, на речке малый Виндрей на левой и по обе стороны этих речек, разных оврагов, отвершков и казённых двух больших Темниковских дорог. В летнее жаркое время речки бывают: большой Виндрей шириной до 4 сажень, глубиною до 8 вершков, малая Виндрей шириною до 3 сажень, глубиною до 4 вершков. В них водится рыба: окуни, плотва и карп. В прудах – караси. При деревне Бобровской на речке большой Виндрей стоит мучная мельница о двух …………, действующая во всё     годовое время, кроме полой воды.
Земля – чернозем, на этой почве родится рожь, овёс, греча и прочие семена, и сенные покосы. Лес дровяной: дубовый, берёзовый и осиновый. В нём водятся звери: волки, лисицы и зайцы. Птицы: соловьи, скворцы и щеглы. В полях водятся перепела и жаворонки, при водах дикие утки и кулики. Крестьяне промысел имеют хлебопашество. Женщины сверх полевой работы прядут лён, посконь и шерсть, ткут холсты и сукно часть для себя и на продажу.           
     Итого в деревне находилось 105 дворов (411 мужиков, 402 женщины), 300 саженей под селениями, пашенной земли – 1061 сажень, под покосами – 397 десятины, лесу – 1400 сажени, не удобных мест – 870 сажень.       
Распродав свою землю и крепостных крестьян в селе, появилось 13  помещиков, которые стали владеть всеми землями и крестьянами села Жуково.             
Самым крупным помещиком  был Иван Сатин, после смерти, которого хозяйничала его дочь Сатина Наталья Ивановна.
Земли у неё было долее 2000 десятин, очень много было скота, а также крепостных крестьян.
Крупным помещиком был Исачкин, который имел свой крахмальный завод. Много земли имел помещик Огарёв. Но были и такие, которые имели по 2-3 двора крестьян. Так, например, Пачемский  имел у себя два двора Шлычковых. На каждой улице был свой помещик. В результате этого каждая улица имела своё название, как: «Петрова сторона», «Генераловка», и т.д.
Таким образом, к середине XVIII столетия село Жуково было полностью сформировано. Основным занятием жителей было хлебопашество. Техника ведения сельского хозяйства была весьма примитивной. Соха, деревянная борона – вот основные орудия земледельца.
Освобождение крестьян от крепостной зависимости в 1861 году не освободило их от нищеты и бесправия. Несмотря на тяжёлый, изнурительный труд, хлеба в большинства крестьянских семей не хватало до нового урожая. К концу XIX века в селе Жуково появились представители сельской буржуазии: владельцы крупных земельных наделов, приобретённых путём аренды или за долги у разорившихся бедняков; торговцы хлебом и другой продукцией, владельцы различных промысловых заведений; лавочники. В Жуковской волости было 4 трактира и питейных домов, 10 «лавок и торговых заведений.
Из Темниковского уезда по тракту в Спасск и Керенск следовали обозы с кулями, лыком, сундуками, железом и чугунными изделиями. Так как эта дорога проходила через село Жуково здесь имелись «постоялые дворы» для извозчиков. Недостаточная земельная обеспеченность, низкая доходность основной массы крестьянских хозяйств заставляли крестьян в поисках дополнительных средств существования обращаться к не землевладельческим занятиям, наниматься на различные сезонные работы.
Проведение железной дороги привело к расширению лесозаготовок на территории края и привлечению к ним всё большего количества сельского населения. В развитии Торбеевского района важное значение имело строительство Московско-Казанской, ныне Куйбышевской железной дороги.
Одна из первых групп строителей приехала в этот глухой край весной 1890 года. «Вдали от будущей станции виднелась ветхая деревенька Тарбеевка, - вспоминает Г.И. Марцев, приехавший сюда с первой партией строителей, - а рядом находилась богатая усадьба помещицы Н.И. Сатиной. Кругом были топкие болота. В сторону сёл Дракино и Никольское тянулся дубовый лес. Инженеры, осмотрев местность, нашли, что удобно строить железную дорогу через село Жуково, так как здесь меньше было болот и рельеф значительно ровнее. Однако помещица Сатина не дала согласия, так как в селе Жуково находилась её центральная усадьба.
В годы первой русской революции 1905 года крестьяне села Жуково слушали яркие проникновенные речи Киреева И.Ф., приехав из Сасова он призывал гнать в шею представителей спасского земского начальства. Революционная агитация среди крестьянских масс оказала огромное влияние на рост революционного крестьянского движения, всколыхнула массы крестьянской бедноты. То тут, то там крестьяне забирали помещичьи земли, жгли имения.
Весть о свержении монархии Николая II  пришла в Торбеево 2 марта 1917 года. Выступления крестьян были настолько активны, что местные власти не в силах были справиться с ними. Ни солдаты, ни казаки не смогли остановить погромы помещичьих имений
В историко-статистическом описании Тамбовской епархии за 1911 год имеются следующие сведения о селе Жуково Спасского уезда. Дворов в селе – 239, душ мужского пола – 689, женского пола – 672. В приходе 4 деревни: Бобровка (61 двор, душ мужского пола-173, женского пола-190, в пяти верстах от церкви), Эмилиндорф (29 дворов, душ мужского пола-85, женского пола-88, в 4-х верстах от церкви), Александрия (13 дворов, душ мужского пола-42, женского пола-40, в 3-х верстах), Самозвановка (Сатинские выселки) (28 дворов, душ мужского пола-73, женского пола-86, в 7-ми верстах).
В селе Жуково работает земская школа, смешанного типа, в деревне Бобровка – церковно- приходская, смешанная, 1-классная.

## Источник
- Энциклопедия Мордовия, В. П. Лузгин.